# 那盖
那盖（？—506年），郁久闾氏，自号候其伏代库者可汗，為亞洲蒙古一帶古國柔然的第九任君主。那盖是豆仑之叔父，吐贺真的次子。於492年一場政變中，成功奪取汗位，並改元太安，506年10月卒。
492年，和侄子可汗豆仑分道进击高车阿伏至罗，那盖屡胜，豆仑屡败。柔然部众拥护那盖，于是杀死豆仑母子，立那盖为可汗。504年，率领十二万骑兵，分六道进击北魏，直驱沃野镇（今内蒙古乌拉特前旗东北）、怀朔镇（今内蒙古固阳县西南），兵至代州、恒州，被北魏大将源怀击败，506年，那盖卒，子伏图即位。

## 子嗣
- 他汗可汗伏图
- 邓叔子